# Ėlegest
L'Ėlegest (in russo Элегест?) è un fiume della Russia, affluente di sinistra dell'Enisej. Scorre nei distretti Ulug-Chemskij kožuun, Čedi-Chol'skij kožuun, Tandinskij kožuun e Kyzylskij kožuun della Repubblica di Tuva.
Il fiume ha origine sul crinale dei Tannu-Ola a un'altezza di 2 265 m sul livello del mare e scorre in direzione nord-orientale. Sfocia nell'Enisej a 3 454 km dalla foce. Ha una lunghezza di 177 km e il suo bacino è di 4 810 km². Vicino alla foce, la larghezza del canale raggiunge i 30 m, la profondità fino a 1,5 m. Il letto del fiume è sassoso e ghiaioso.